# Њу Хоуп (Тексас)
Њу Хоуп (енгл. New Hope) град је у америчкој савезној држави Тексас. По попису становништва из 2010. у њему је живело 614 становника.

## Демографија
Према попису становништва из 2010. у граду је живело 614 становника, што је 48 (7,3%) становника мање него 2000. године.
| Група             | 2000.       | 2010.       |
| Белци             | 617 (93,2%) | 523 (85,2%) |
| Афроамериканци    | 1 (0,2%)    | 0 (0,0%)    |
| Азијати           | 0 (0,0%)    | 2 (0,3%)    |
| Хиспаноамериканци | 38 (5,7%)   | 75 (12,2%)  |
| Укупно            | 662         | 614         |